# La Couarde-sur-Mer
La Couarde-sur-Mer è un comune francese di 1 279 abitanti situato nel dipartimento della Charente Marittima nella regione della Nuova Aquitania.

## Società

### Evoluzione demografica
Abitanti censiti